# Anna Czerwińska-Rydel
Anna Czerwińska-Rydel (ur. 7 września 1973 w Gdańsku) – polski muzyk, pedagog, autorka książek dla dzieci i młodzieży o tematyce muzycznej, historycznej, społecznej, biograficznej. Członek Stowarzyszenia Pisarzy Polskich oraz Polskiej Sekcji IBBY.

## Biografia twórcza
Pomysłodawczyni i twórczyni serii biograficznych powieści dla dzieci i młodzieży o wielkich Polakach: Jaśnie Pan Pichon, rzecz o Fryderyku Chopinie (2010); W poszukiwaniu światła, opowieść o Marii Skłodowskiej-Curie (2011); Po drugiej stronie okna, opowieść o Januszu Korczaku (2012); Mój brat czarodziej – opowieść o Irenie i Julianie Tuwima (2013); Kryształowe odkrycie. Powieść o Janie Czochralskim (2013); Fotel czasu – opowieść o Aleksandrze Fredrze (2013); Mistrz. Spotkanie z Witoldem Lutosławskim (2014); W podróży ze skrzypcami. Opowieść o Henryku Wieniawskim (2014); Moc czekolady. Opowieść o Wedlach i czekoladzie (2014); Słońcem na papierze. Wesoła opowieść o Kornelu Makuszyńskim (2014); Sto tysięcy kartek, opowieść o Józefie Ignacym Kraszewskim (2014); Piórem czy mieczem? Opowieść o Henryku Sienkiewiczu (2016).
Współtwórczyni portalu Internetowego o Chopinie www.echopin.pl, który powstał we współpracy z Ministerstwem Kultury i Nadbałtyckim Centrum Kultury w Gdańsku. Autorka Gdańskiej Trylogii dla dzieci (trzy opowieści biograficzne o Heweliuszu, Fahrenheicie i Schopenhauerze); na ten projekt otrzymała stypendium dla twórców Prezydenta Miasta Gdańska oraz stypendium marszałka województwa pomorskiego.
W roku 2013  Pisarka otrzymała literackie stypendium ministra kultury i dziedzictwa narodowego.
Na podstawie jej książki „Ciepło-zimno. Zagadka Fahrenheita” powstał spektakl dla dzieci w reż. Michała Derlatki, którego premiera odbyła się w 2013 roku w Teatrze Miniatura. Inscenizacja jest nowatorskim połączeniem teatru i laboratorium badawczego, co pozwala w większym stopniu rozbudzić wyobraźnię dzieci i zafascynować je eksperymentami naukowymi.
Anna Czerwińska-Rydel w swoich książkach i opowiadaniach pisze o ludziach z pasją, problemach dzieci, rodzinie, samotności, potrzebie bliskości, zrozumienia, miłości, a przede wszystkim o muzyce.
Na stałe mieszka w Gdańsku. Pracuje z dziećmi, młodzieżą i studentami prowadząc zajęcia muzyczne, pedagogiczne oraz terapeutyczne.

## Nagrody i wyróżnienia
Autorka za publikacje w roku 2011 otrzymała Pomorską Nagrodę Artystyczną w kategorii Kreacje, a za książki wydane w roku 2012 otrzymała nagrodę Sztorm Roku w kategorii Literatura oraz dwukrotnie została nominowana do nagrody Splendor Gedanensis – za rok 2012 i za rok 2013.
Jej książka „Wszystko gra” otrzymała wiele prestiżowych nagród, m.in. I nagrodę Bologna Ragazzi Award w kategorii „Non Fiction”, nominację do nagrody Deutscher Jugendliteraturpreis 2014, została wpisana na Listę Skarbów Muzeum Książki Dziecięcej oraz na Honorową Listę IBBY.
Książka „Fotel czasu” została nominowana do Nagrody Literackiej Miasta Stołecznego Warszawy.
W 2018 roku wyróżniona przez Rzecznika Praw Dziecka Odznaką Honorową za Zasługi dla Ochrony Praw Dziecka Infantis Dignitatis Defensori.
Jej książki otrzymały prestiżowe nagrody:
- Tajemnica Matyldy – I nagroda w kategorii proza dla dzieci Costerina 2007
- W szarym habicie i czarnym kapturze – wyróżnienie w kategorii proza dla dzieci Costerina 2009
- Sekretnik Matyldy''' – I nagroda w kategorii proza dla dzieci Costerina 2010
- Jaśnie Pan Pichon, rzecz o Fryderyku Chopinie – Feniks 2011, Nagroda Wydawców Katolickich
- Moja babcia kocha Chopina – wyróżnienie Feniks 2011
- Wędrując po niebie z Janem Heweliuszem – nagroda Książka Roku IBBY 2011 w kategorii ilustracje, oraz wyróżnienie w Konkursie PTWK „Najpiękniejsza książka 2011”
- Ciepło-zimno. Zagadka Fahrenheita wyróżnienie w Konkursie PTWK „Najpiękniejsza książka 2011”, oraz wyróżnienie Książka Roku IBBY 2012 w kategorii literackiej
- Wszystko gra I nagroda Bologna Ragazzi Award w kategorii „Non Fiction”, Wyróżnienie w Konkursie PTWK „Najpiękniejsza książka 2011”, Srebrna nagroda w konkursie European Design Awards 2012 w kategorii Book and Editorial illustration, nagroda Książka Roku IBBY 2012 w kategorii ilustracje, III nagroda w Konkursie Literatury Dziecięcej im. Haliny Skrobiszewskiej, Książka Wszystko gra została wpisana na Listę Skarbów Muzeum Książki Dziecięcej. Książka Wszystko gra została wpisana na Honorową Listę IBBY oraz nominowana do nagrody Deutscher Jugendliteraturpreis 2014
- Po drugiej stronie okna. Opowieść o Januszu Korczaku – nagroda Książka Zimy 2012/2013 oraz wyróżnienie w Konkursie Literatury Dziecięcej im. Haliny Skrobiszewskiej 2013. Książka Po drugiej stronie okna. Opowieść o Januszu Korczaku została wpisana na Listę Skarbów Muzeum Książki Dziecięcej’
- Jak rumianek – II nagroda w kategorii proza dla dzieci Costerina 2013
- Kryształowe odkrycie. Powieść o Janie Czochralskim – Nominacja do nagrody Książka Roku IBBY 2013 w kategorii literackiej
- Fotel czasu – Nominacja do Nagrody Literackiej Miasta Stołecznego Warszawy 2013
- Audiobook Wędrując po niebie z Janem Heweliuszem – Nagroda główna w X edycji Konkursu Świat Przyjazny Dziecku w kategorii KULTURA: Audiobooki.
- Audiobook W poszukiwaniu światła. Opowieść o Marii Skłodowskiej-Curie – Nagroda główna w X edycji Konkursu Świat Przyjazny Dziecku w kategorii KULTURA: Audiobooki.

### Książki
- Tajemnica Matyldy, il. Agnieszka Gruda, Wydawnictwo Bernardinum, Pelplin 2007[1]
- Gwiazdka, il. Mieczysław Wróbel, Wydawnictwo Harmonia, Gdańsk 2007[2]
- Marzenie Matyldy, il. Artur Nowicki, Wydawnictwo Bernardinum, Pelplin 2008[3]
- Sekretnik Matyldy, il. Artur Nowicki, Wydawnictwo Bernardinum, Pelplin 2009[4]
- W szarym habicie i czarnym kapturze, il. Artur Nowicki, Wydawnictwo Bernardinum, Pelplin 2009[5]
- Jaśnie Pan Pichon, rzecz o Fryderyku Chopinie, il. Józef Wilkoń, Narodowy Instytut Fryderyka Chopina, Wydawnictwo Bernardinum 2010
- Moja babcia kocha Chopina, il. Dorota Łoskot-Cichocka, Narodowy Instytut Fryderyka Chopina, Wydawnictwo Sióstr Loretanek, Warszawa 2010
- Tajemnicze dźwięki, il. Zuzia Orlińska, Wydawnictwo Akapit Press, Łódź 2011
- Wędrując po niebie z Janem Heweliuszem, il. Agata Dudek, Wydawnictwo Muchomor, Warszawa 2011
- W poszukiwaniu światła, opowieść o Marii Skłodowskiej-Curie, il. Dorota Łoskot-Cichocka, Wydawnictwo Muchomor/Wydawnictwo Bernardinum, Warszawa-Pelplin 2011
- Wszystko gra, il. Marta Ignerska, Wydawnictwo Wytwórnia, Warszawa 2011
- Ciepło-zimno, zagadka Daniela Gabriela Fahrenheita, il. Agata Dudek, Wydawnictwo Muchomor, Warszawa 2011
- Co tu jest grane?, il. Kasia Bogucka, Wydawnictwo Wytwórnia, Warszawa 2012
- Życie pod psem według Artura Schopenhauera, il. Agata Dudek, Wydawnictwo Muchomor, Warszawa 2012
- Po drugiej stronie okna. Opowieść o Januszu Korczaku, il. Dorota Łoskot-Cichocka, Wydawnictwo Muchomor Warszawa 2012
- Jak rumianek, il. Artur Nowicki, Wydawnictwo Bernardinum, Pelplin 2013
- Szczecin. Przewodnik dla dzieci, il. Katarzyna Bogucka, Wydawnictwo Fundacja Artmosphere, Szczecin 2013
- Mój brat czarodziej, oprac. graf. Dorota Nowacka, Wydawnictwo Akapit Press, Łódź 2013
- Kryształowe odkrycie. Powieść o Janie Czochralskim, Wydawnictwo Debit – Bielsko-Biała, Wydawnictwo Atut – Wrocław, 2013
- Mistrz. Spotkanie z Witoldem Lutosławskim, il. Agata Dudek, Wydawnictwo Muchomor, Warszawa 2013
- Fotel czasu. Historia Aleksandra Fredry, il. Dorota Łoskot-Cichocka, oprac. graficzne Dorota Nowacka, Wydawnictwo Fundacji Rodu Szeptyckich, Warszawa 2013
- Którędy do gwiazd? Historia Elżbiety Heweliusz, pierwszej kobiety astronom, rys. Marta Ignerska, Wydawnictwo Muchomor, Warszawa 2014.
- Bałtycka Syrena. Opowieść o Konstancji Czirenberg, rys. Marta Ignerska, Wydawnictwo Muchomor, Warszawa 2014.
- Moc czekolady. Opowieść o Wedlach i czekoladzie, oprac. graf. Poważne Studio, Wydawnictwo Muchomor, Warszawa 2014
- W podróży ze skrzypcami. Przygody Henryka Wieniawskiego, Wydawnictwo Literatura – Łódź, Towarzystwo im. H. Wieniawskiego – Poznań, 2014
- Słońcem na papierze. Opowieść o Kornelu Makuszyńskim, Wydawnictwo Akapit Press, Łódź 2014
- Sto tysięcy kartek. Opowieść o Józefie Ignacym Kraszewskim, il. Jan Bajtlik, Wydawnictwo Muchomor, Warszawa 2014
- Lustra Johanny. Opowieść o Johannie Schopenhauer, rys. Marta Ignerska, Wydawnictwo Muchomor, Warszawa 2015.
- Piórem czy mieczem. Opowieść o Henryku Sienkiewiczu, il. Dorota Łoskot-Lichocka, Wydawnictwo Literatura, 2016.
- Drzwi: opowieść o św. Wojciechu, il. Agata Dudek, Małgorzata Nowak, Wydawnictwo Muchomor, 2016.
- Zdobyć koronę. Opowieść o Jerzym Kukuczce, il. Marianna Oklejak, Wydawnictwo Na szczyt, 2016.
- Mgnienie oka. Opowieść o Danielu Mikołaju Chodowieckim, il. Daniel Chodowiecki, Wydawnictwo Muchomor, Warszawa 2016.
- Pięć skarbów pod wielkim śniegiem. Opowieść o Wandzie Rutkiewicz, il. Marianna Oklejak, Wydawnictwo Na szczyt, 2017.
- Medal za uśmiech... czyli dzieci mają głos!, il. Katarzyna Kołodziej, Wydawnictwo Literatura, 2018[6].
- Listy w butelce. Opowieść o Irenie Sendlerowej, il. Maciej Szymanowicz, Wydawnictwo Literatura, 2018[7].
- Ziuk. Opowieść o Józefie Piłsudskim, il. Magdalena Pilch, Wydawnictwo Literatura, Łódź-Sulejówek 2018[8].

### Audiobooki
- Wędrując po niebie z Janem Heweliuszem – czyta Jan Englert, Wydawnictwo Buka, Warszawa 2011
- W poszukiwaniu światła, opowieść o Marii Skłodowskiej-Curie, czyta Anna Dymna, Wydawnictwo Buka, Warszawa 2011
- Po drugiej stronie okna, opowieść o Januszu Korczaku, czyta Henryk Talar, Wydawnictwo Buka, Warszawa 2012
- Jaśnie Pan Pichon, rzecz o Fryderyku Chopinie, czyta Jan Englert, Wydawnictwo Buka, Warszawa 2014
- Ciepło-zimno. Zagadka Fahrenheita, czyta Adam Ferency, Wydawnictwo Buka, Warszawa 2014